# Golf de l'Anàdir

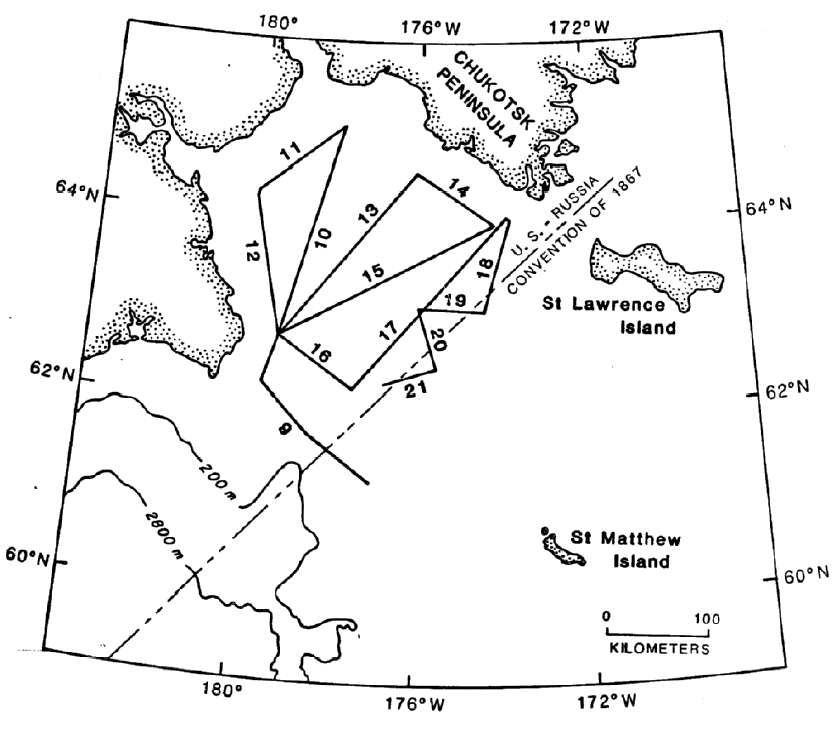
Mapa de NOAA, el Cap Navarin al centre

El Golf de l'Anàdir, o Badia de l'Anàdir (rus: Анадырский залив), és una gran badia situada al mar de Bering al nord-est de Sibèria.
És una badia aproximadament rectangular que s'obre al sud-est amb les cantonades que són el Cap Navarin, l'estuari de l'Anàdir, la badia de Kresta i el cap de Txukotski a la península de Txukotka. Fa uns 400 km de diàmetre. Hi ha una llarga barra de grava a la costa nord-est. La Badia d'Anadir està coberta de gel uns 10 mesos l'any. Hi viuen algunes espècies de balena.

La ciutat d'Anadir es troba a l'estuari d'Anadir. 